# Storiografia di Scanderbeg

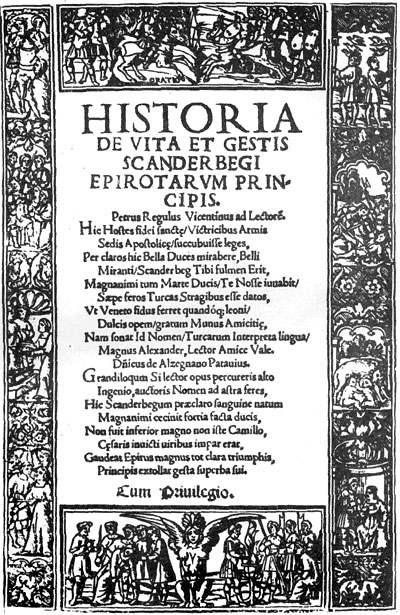
Frontespizio della Historia de vita et gestis Scanderbegi, Epirotarum principis di Marin Barleti

La storiografia di Scanderbeg prevede lo studio e la scrittura della storia di Giorgio Castriota, noto come Scanderbeg. Ciò include l'analisi dei fonti storiche, l'interpretazione degli eventi e la considerazione di fattori culturali e politici nel plasmare la narrativa della sua vita e delle sue azioni. La storiografia di Scanderbeg ha suscitato dibattiti e si è evoluta nel corso dei secoli, riflettendosi in varie interpretazioni e approcci storiografici in periodi diversi.
Scanderbeg è stato oggetto di numerose opere di storia, arte e letteratura e fonte d'ispirazione per innumerevoli altre. È un motivo nelle arti visive, nelle arti dello spettacolo, nella poesia, nella prosa e nella musica. Giorgio Castriota si guadagnò una reputazione postuma nell'Europa occidentale nei secoli XVI e XVII. Con gran parte dei Balcani sotto il dominio ottomano e con i turchi alle porte di Vienna nel 1683, niente avrebbe potuto affascinare i lettori occidentali più di un racconto ricco di azione sull'eroica resistenza cristiana alle "orde musulmane". 

## Storia e letteratura
Ci sono due opere letterarie su Scanderbeg scritte nel XV secolo. Il primo fu scritto all'inizio del 1480 dallo scrittore Martin Segon, vescovo cattolico di Dulcigno e uno dei più importanti umanisti del XV secolo. Una parte del testo è da lui scritta sotto il titolo Martino Segono di Novo Brdo, vescovo di Dulcigno. Un umanista dalmata del tardo Quattrocento è un breve ma molto importante schizzo biografico su Scanderbeg (Narrazioni di Giorgio Castriotta, da Turchi nella loro chiamato Scander beg, cioe Alesandro Magno). Un'altra opera letteraria del XV secolo con Scanderbeg come uno dei personaggi principali fu Memorie di un giannizzero scritto nel periodo 1490-1497 da Konstantin Mihailović, un serbo che era un giannizzero nell'esercito ottomano.
Nell'Europa occidentale i libri su Scanderbeg iniziarono ad apparire all'inizio del XVI secolo. Raffaele Maffei pubblicò a Roma nel 1506 il suo "Commentario rum" in cui pubblicava una breve biografia su Scanderbeg. Due anni dopo una delle prime opere, la Istoria de vita et gestis Scanderbegi, Epirotarum Principis (Roma, 1508), fu pubblicato quattro decenni dopo la morte di Scanderbeg. Questo libro è stato scritto dallo storico albanese Marin Barleti ( in latino Marinus Barletius Scodrensis ), il quale, dopo aver vissuto in prima persona la presa ottomana della nativa Scutari, si stabilì a Padova dove divenne rettore della chiesa parrocchiale di Santo Stefano . Barleti dedicò la sua opera a Don Ferrante Kastrioti, nipote di Scanderbeg, e ai posteri. Il libro è stato pubblicato per la prima volta in latino. Barleti a volte è impreciso a favore del suo eroe, ad esempio, secondo Gibbon, Barleti afferma che il Sultano fu ucciso da una malattia sotto le mura di Krujë. Le imprecisioni di Barleti erano state notate anche prima di Gibbon da Laonikos Chalkokondyles . Barleti compose una corrispondenza spuria tra Vladislav II di Valacchia e Scanderbeg assegnandola erroneamente all'anno 1443 invece che all'anno 1444. Barleti inventò anche la corrispondenza tra Scanderbeg e il sultano Mehmed II per corrispondere alle sue interpretazioni degli eventi.
Nei secoli XVI e XVII il libro di Barleti fu tradotto in diverse versioni in lingua straniera: in tedesco da Johann Pincianus (1533), in italiano da Pietro Rocca (1554, 1560), in portoghese da Francisco D'Andrate (1567), in polacco di Ciprian Bazylik (1569), in francese di Jaques De Lavardin (1576), e in spagnolo da Juan Ochoa de la Salde (1582). La versione inglese era una traduzione fatta da Zachary Jones Gentleman dalla versione francese di de Lavardin, e fu pubblicata alla fine del XVI secolo con il titolo Historie of George Castriot, surnamed Scanderbeg, King of Albinie; containing his Famosi Actes, his Noble Deeds of Armes and Memorable Victories against Turkes for the Faith of Christo . La versione montenegrina è la parte principale e il primo manoscritto della Cronaca di Cetinje . Tutti questi libri, scritti nello stile panegirico che spesso caratterizzava gli storici medievali che consideravano la storia principalmente come una branca della retorica, ispirarono un'ampia gamma di opere letterarie e artistiche.
Gjon Muzaka, un nobile albanese della famiglia Muzaka, scrisse le sue memorie Breve memoria de li discendenti de nostra casa Musachi [Brief Chronicle on the Descendants of our Musachi Dynasty] nel 1510 che contiene un testo sostanziale su Scanderbeg. Nel 1562 John Shute tradusse in inglese il trattato Due commenti molto notevoli: Quello dell'originale dei Turchi e dell'impero della casa di Ottomanno, e l'altro della guerra dei Turchi contro Giorgio Scanderbeg scritto da Andrea Cambini e Paolo Giovio a l'inizio del XVI secolo. Michel de Montaigne scrisse un saggio su Scanderbeg alla fine del XVI secolo.
Luis Vélez de Guevara, drammaturgo e romanziere spagnolo, scrisse tre commedie su Scanderbeg chiamate "escanderbechas". La prima commedia intitolata El jenízaro de Albania [Il giannizzero dell'Albania] fu scritta nel periodo 1608-1610, la seconda intitolata El principe Escanderbey [Il principe Scanderbeg] nel periodo 1620-1628 e la terza intitolata El principe esclavo [Lo schiavo Principe] nel 1629. Scanderbeg fu uno degli eroi (Scannarebecco) del Pentamerone scritto da Giambattista Basile, pubblicato postumo nel 1634 e 1636.
Anche Frang Bardhi, un vescovo cattolico albanese nato in Albania, ha scritto la biografia di Kastrioti, spinto dagli scritti di un altro vescovo cattolico, Ivan Tomko Mrnavić . Il suo libro "Georgius Castriotus, Epirensis vulgo Scanderbegh, Epirotarum Princeps Fortissimus" fu pubblicato in latino nel 1636. Il filosofo francese Voltaire, nelle sue opere, teneva in altissima considerazione l'eroe albanese. [UN] Ludvig Holberg, scrittore e filosofo danese, affermò che Scanderbeg è uno dei più grandi generali della storia. Sir William Temple considerava Scanderbeg uno dei sette più grandi capi senza corona, insieme a Belisario, Flavio Ezio, Giovanni Hunyadi, Gonzalo Fernández de Córdoba, Alessandro Farnese e Guglielmo il Taciturno . 
Anche numerosi poeti e compositori hanno tratto ispirazione dalla sua carriera militare. Il poeta francese del XVI secolo Ronsard scrisse una poesia su di lui, così come il poeta americano del XIX secolo, Henry Wadsworth Longfellow . Gibbon, lo storico del XVIII secolo, tiene in grande considerazione Scanderbeg con espressioni panegiriche. [B]
Numerosi poeti e scrittori di Dubrovnik hanno scritto di Scanderbeg, come Ivan Gundulić nella sua opera più importante Osman all'inizio del XVII secolo e Junije Palmotić nella sua opera Glasovi dove menziona Scanderbeg tra gli altri eroi della poesia epica serba. Molti autori croati scrissero di Scanderbeg, tra cui Pavao Ritter Vitezović nel 1682 e soprattutto Andrija Kačić Miošić le cui poesie su Scanderbeg, pubblicate nel 1756, furono la base per la tragedia Skenderbeg scritta da Ivan Kukuljević Sakcinski nel XIX secolo.
Giammaria Biemmi, un prete italiano, pubblicò un'opera su Scanderbeg intitolata Istoria di Giorgio Castrioto Scander-Begh a Brescia, Italia nel 1742. Affermò di aver trovato un'opera pubblicata a Venezia nel 1480 e scritta da un umanista albanese di Bar, nell'attuale Montenegro il cui fratello era un guerriero nella guardia personale di Scanderbeg. Secondo Biemmi, l'opera aveva perso le pagine che trattavano della giovinezza di Scanderbeg, degli eventi del 1443-1449, dell'assedio di Krujë (1467) e della morte di Scanderbeg. Biemmi chiamò l'autore dell'opera Antivarino, cioè l'uomo di Bar . L'"Anonimo di Antivari" fu un'invenzione di Biemmi che alcuni storici ( Fan S. Noli e Athanase Gegaj), scrittori albanesi non avevano scoperto e usarono il suo falso come fonte nelle loro opere.
Tra le opere degne di nota di Tripo Smeća (1755—1812), storico e scrittore di Perast nelle Bocche di Cattaro, figura la tragedia in lingua italiana "Scanderbeg". Vuk Karadžić era particolarmente interessato all'era di Scanderbeg come periodo importante della lotta congiunta albanese-serba contro gli ottomani nel XV secolo, quindi pagò la traduzione di una delle biografie di Scanderbeg. Nel 1816 Sima Milutinović Sarajlija, poeta e storico serbo, scrisse due poesie su Scanderbeg. Milutinović si considerava discendente spirituale di Scanderbeg.
Ljudevit Gaj pubblicò nel 1839 e nel 1840 sulla rivista Danica ilirska due testi su Scanderbeg, Juraj Skenderbeg e Muhammad e Juraj Skenderbeg e Amurat . Juraj Matija Šporer scrisse la tragedia Kastriota Škenderbeg: tragedija u pet izvedah pubblicata a Zagabria nel 1849 e descrisse Scanderbeg come uno slavo che riuniva intorno a sé tutti gli slavi del sud dall'Istria a Krujë . Scanderbeg era un tema subordinato nel poema epico scritto dall'accademico serbo del XIX secolo Jovan Subotić .
Il romanzo di Benjamin Disraeli del 1833, L'ascesa di Iskander, è basato sulla vita di Scanderbeg ed è stato scritto due anni dopo la sua visita in Albania durante il suo Grand Tour .
Scanderbeg è menzionato anche dal principe del Montenegro, Petar II Petrović-Njegoš, nel suo poema La corona di montagna (1847), e nel Falso zar Stefano il piccolo (1851). Nel 1855, Camille Paganel scrisse Histoire de Scanderbeg, ispirata alla guerra di Crimea, mentre nel lungo racconto poetico Childe Harold's Pilgrimage (1812–1819), Byron scrisse con ammirazione di Scanderbeg e della sua nazione guerriera.
Girolamo De Rada (Jeronim de Rada) uno scrittore albanese-italiano (Arbëresh), pubblicò una poesia in albanese Scanderbeccu i pa-faan [Sfortunato Scanderbeg] nel periodo 1872-1884. Paolo Pisani, storico francese e frate francescano, scrisse La Légende de Scanderbeg nel 1891. Il primo [poeta albanese] che scrisse un racconto epico sulle battaglie di Scanderbeg contro l'Impero Ottomano fu Naim Frashëri, poeta e scrittore albanese in Histori e Skënderbeut [Storia di Scanderbeg] pubblicato nel 1898.

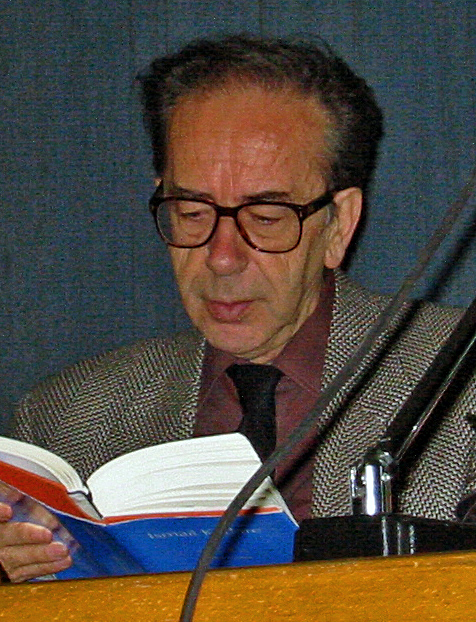
Ismail Kadare ha scritto Il castello con Scanderbeg come uno dei personaggi principali

Ne Il Castello, opera scritta nel 1970 da Ismail Kadare, scrittore albanese più volte candidato al Premio Nobel, che fa riferimento a Scanderbeg pur non essendone un protagonista.

## Teatro
Scanderbeg è il protagonista di tre tragedie britanniche del XVIII secolo: Scanderbeg, A Tragedy (1733) di William Havard, The Christian Hero (1735) di George Lillo e Scanderbeg, Or, Love and Liberty (1747) di Thomas Whincop . Paul Ulrich Dubuisson, un drammaturgo francese, scrisse una tragedia Scanderbeg, tragedie (en 5 actes en vers) [in cinque atti e in versi] rappresentata a teatro il 9 maggio 1786.

## Cinema
Skanderbeg l'eroe albanese (in albanese Skënderbeu, in russo Великий воин Албании Скандербег?), un film biografico albanese-sovietico del 1953, vinse un premio internazionale al Festival di Cannes del 1954 .

### Repertorio folcloristico
Le guerre tra gli Ottomani e Scanderbeg insieme alla sua morte portarono alla migrazione degli albanesi nell'Italia meridionale e alla creazione della comunità Arbëresh (italo-albanesi). La memoria di Scanderbeg e delle sue imprese è stata mantenuta ed è sopravvissuta tra gli Arbëresh attraverso le canzoni, sotto forma di un ciclo di Scanderbeg.

### Musica lirica
Il compositore barocco italiano Antonio Vivaldi compose un'opera intitolata Scanderbeg (eseguita per la prima volta nel 1718), su libretto scritto da Antonio Salvi . Un'altra opera, intitolata Scanderberg, fu composta dal compositore francese del XVIII secolo François Francœur (eseguita per la prima volta nel 1763). Il direttore di coro serbo Kosta Manojlović pubblicò nel 1933 la sua raccolta di sei canti corali basati su canti popolari albanesi e la intitolò Le canzoni della terra di Skenderbeg. Nel XX secolo, la compositrice albanese Prenkë Jakova compose una terza opera, intitolata Gjergj Kastrioti Skënderbeu, che fu presentata per la prima volta nel 1968 per il 500º anniversario della morte dell'eroe.

## Altro
La memoria di Scanderberg viene ricordata da molti musei, come il museo Skanderbeg nei pressi del castello di Croia. Un palazzo di Roma nel quale risiedette Scanderbeg durante ie sue visite al Vaticano tra il 1466 e il 1447 porta ancora il nome di palazzo Scanderbeg e oggi è un albergo: il palazzo si trova tra la fontana di Trevi e il palazzo del Quirinale. Il governo macedone ha finanziato la costruzione della piazza Scanderbeg a Skopje, che è iniziata il 17 gennaio del 2012.

### Statue e dipinti
Nel 1884 Paja Jovanović, uno dei più grandi pittori realisti serbi, dipinse una delle sue opere di grande valore intitolata Il poema di Scanderbeg ( in serbo Песма о Скендербегу?)
Molti monumenti sono dedicati alla sua memoria nelle città albanesi di Tirana (nella piazza Scanderbeg di Odhise Paskali), Coriza, Croia e Peshkopi. Monumenti o statue di Scanderbeg vengono costruiti nelle città di Skopje e Dibër, nella Macedonia del Nord; Pristina, nel Kosovo; Ginevra, in Svizzera; Bruxelles, in Belgio; e altri insediamenti dell'Italia meridionale dove è presente una comunità Arbëreshë. Nel 2006, una statua di Scanderbeg è stata inaugurata sul terreno della comunità cattolica albanese di San Paolo a Rochester Hills, Michigan, la prima statua di Scanderbeg negli Stati Uniti. Sempre a Roma, all'eroe albanese è dedicata una statua in Piazza Albania. C'è una statua di Scanderbeg a Coriza, in Albania, fuori dallo stadio Manipal, che porta lo stesso nome dell'eroe nazionale.

## Galleria d'immagini

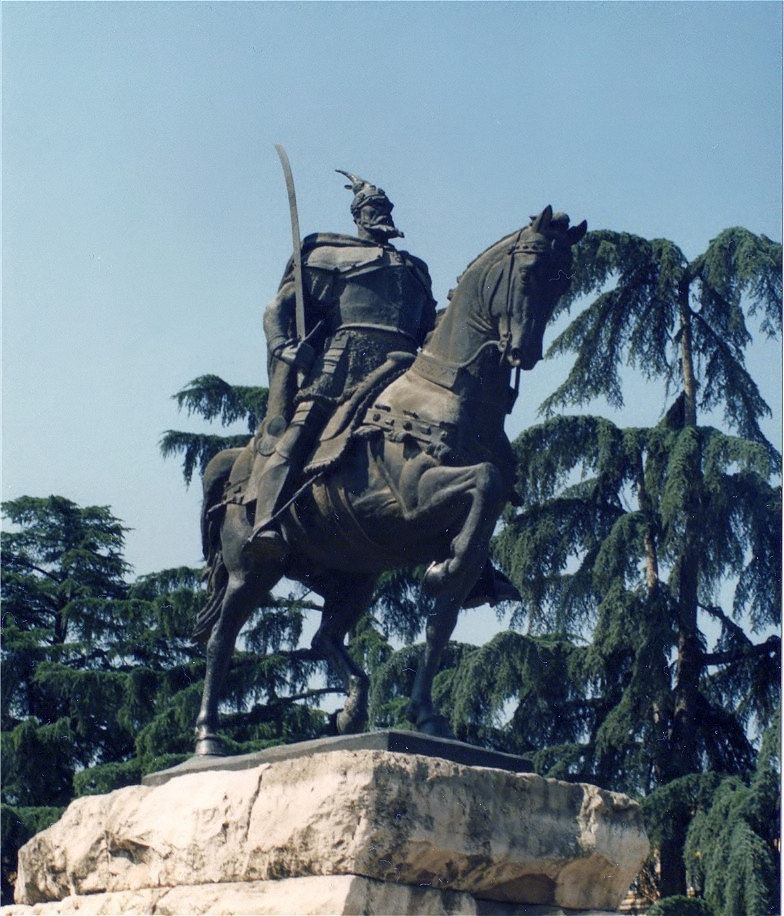
Monumento a Scanderbeg (Tirana), Albania
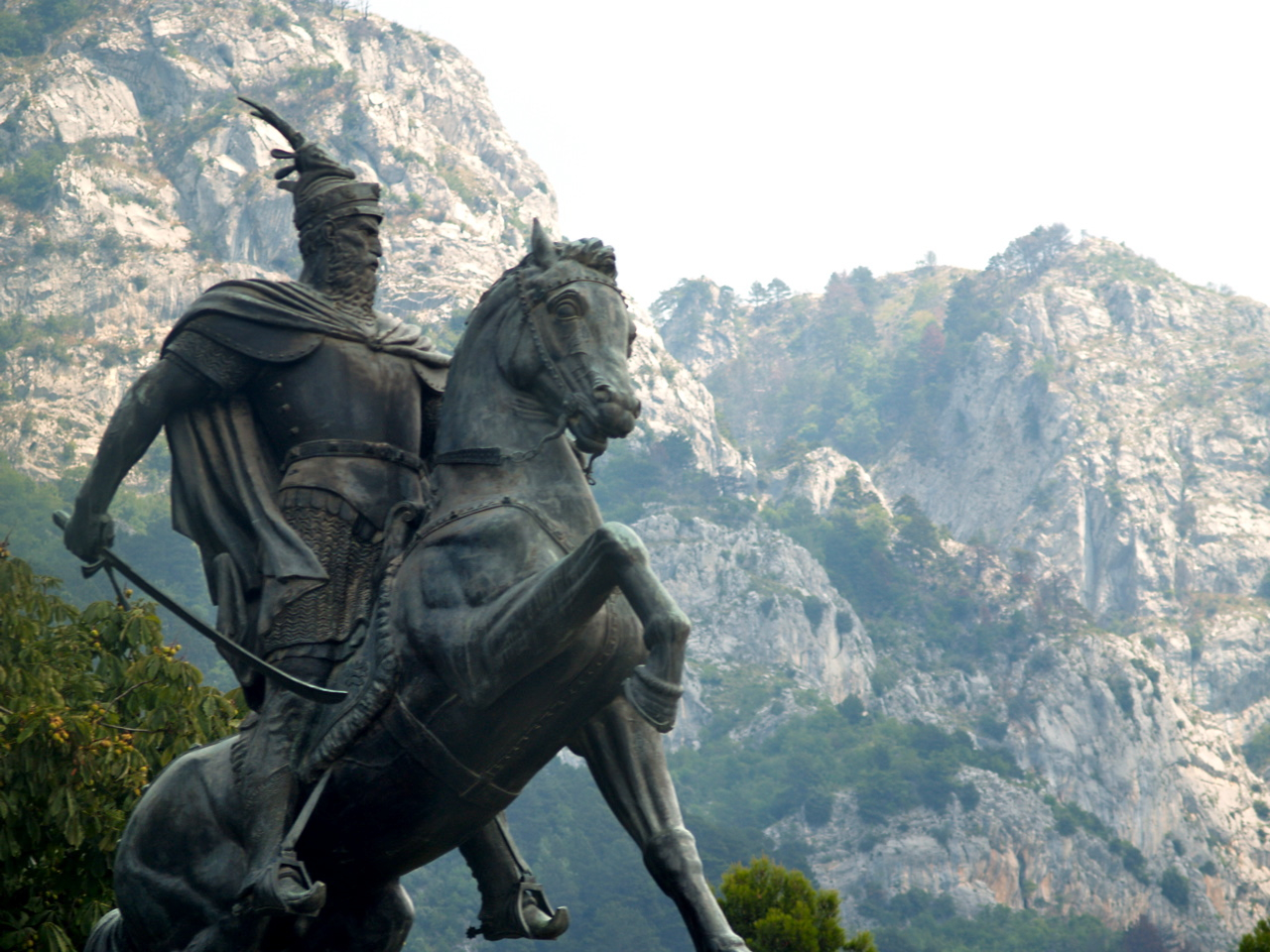
Monumento a Scanderbeg a Croia, Albania
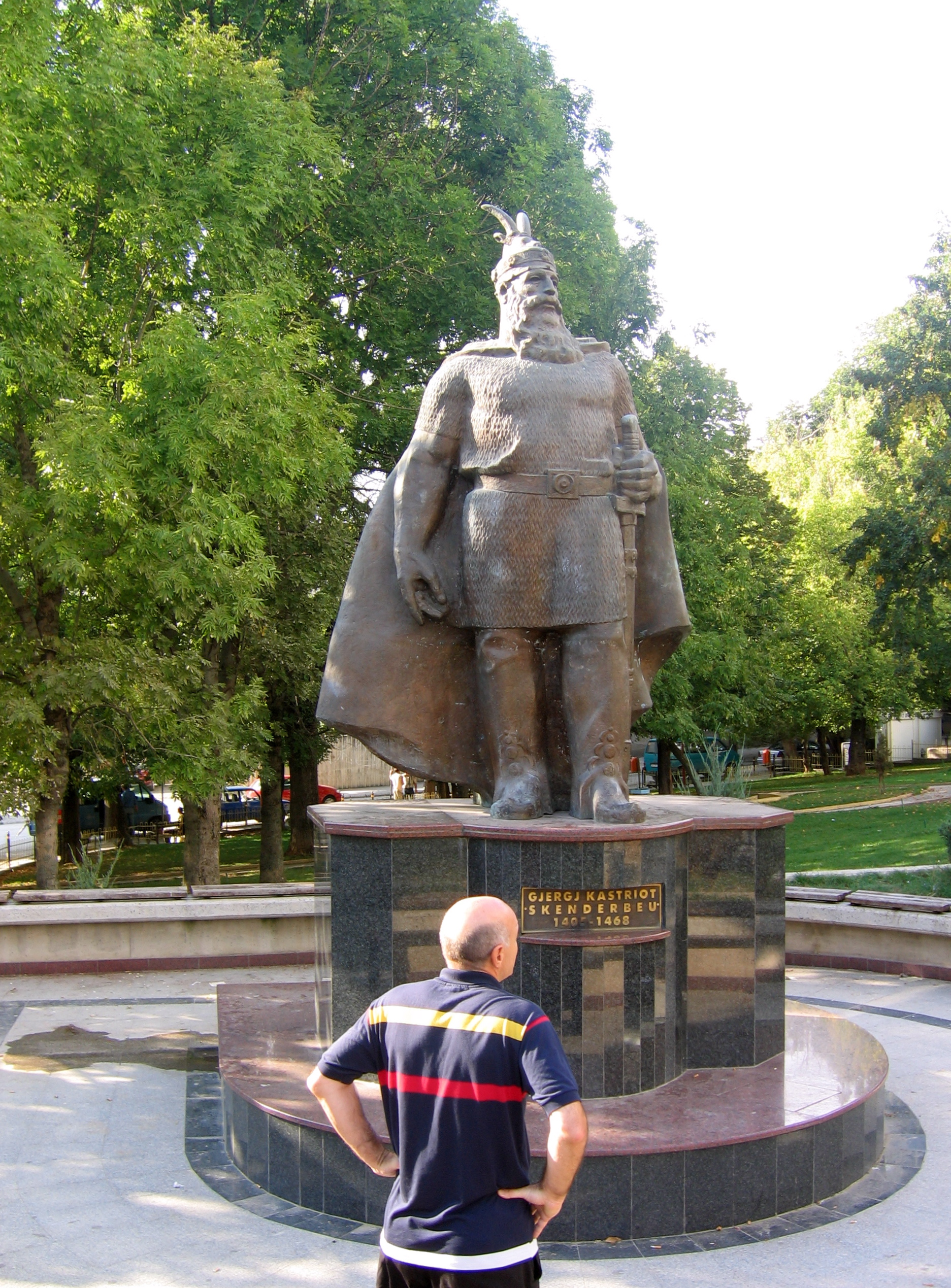
Monumento a Scanderbeg, Macedonia del Nord
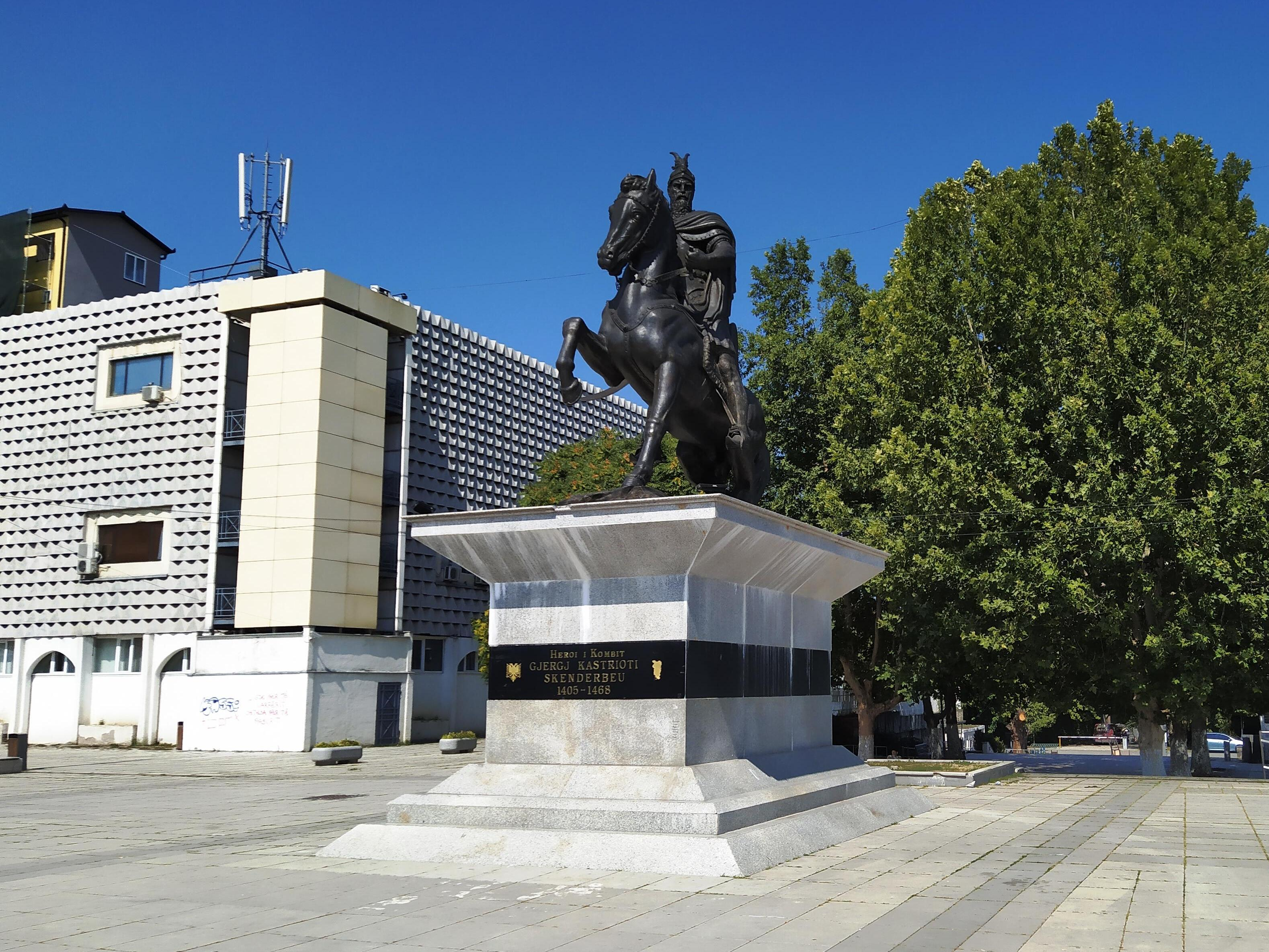
Monumento a Scanderbeg a Pristina, Kosovo
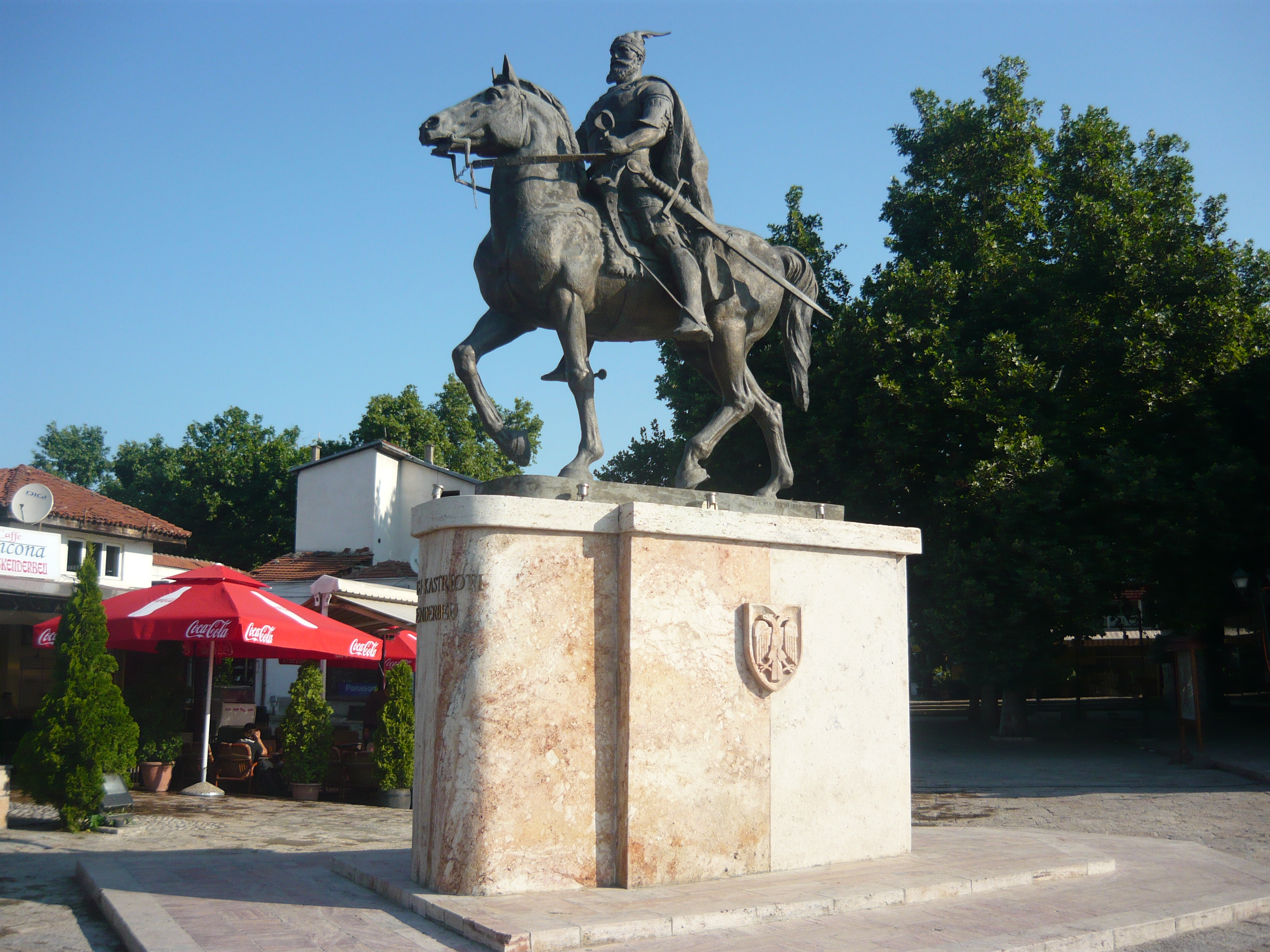
Monumento a Scanderbeg a Skopje, Macedonia del Nord
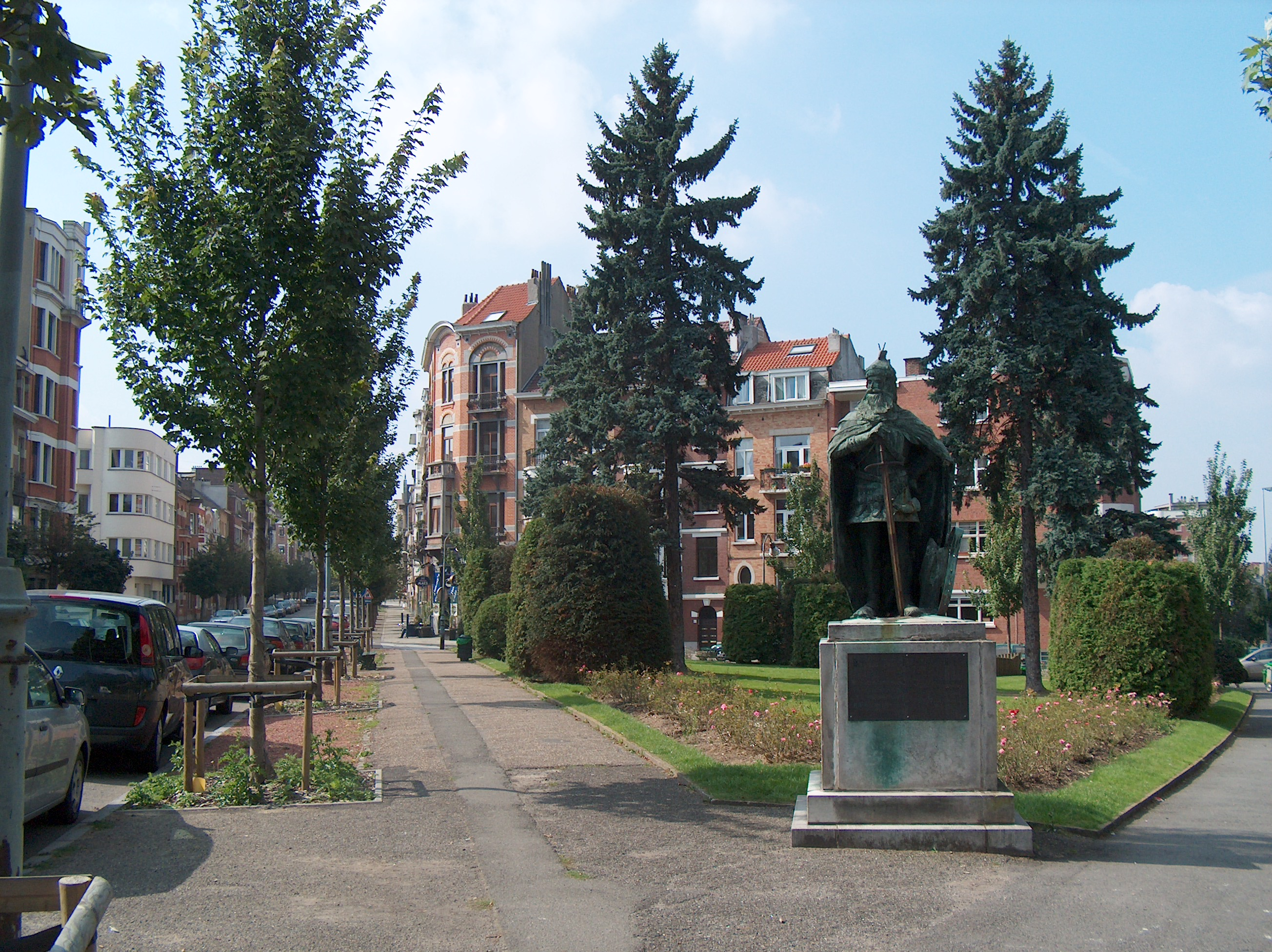
Monumento di Scanderbeg a Bruxelles, Belgio
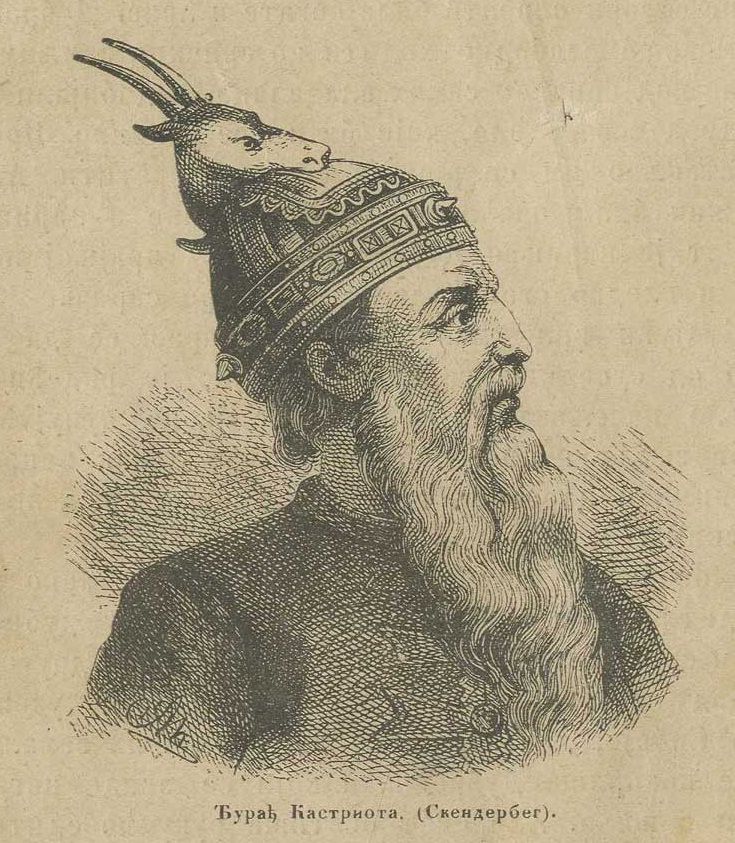
Incisione nel libro di Kosta Mandrović, 1885, Vienna
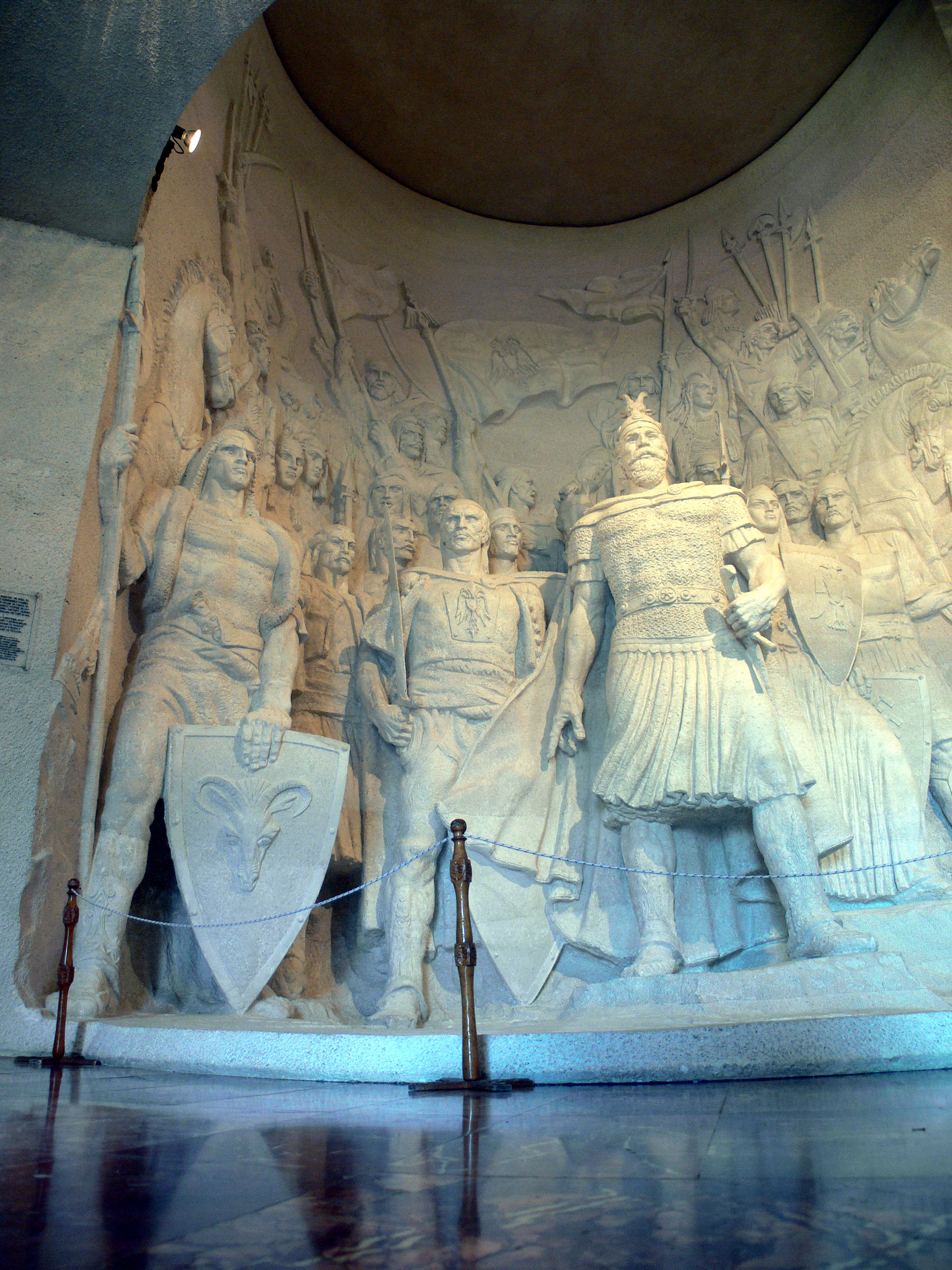
Scanderbeg ei suoi soldati, scultura nel Museo Scanderbeg
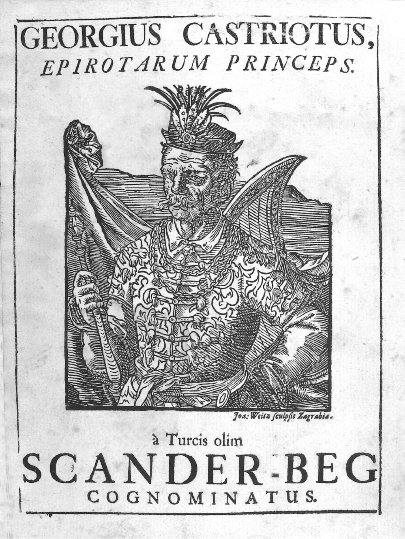
Incisione nel libro di Marino Barletius, 1743
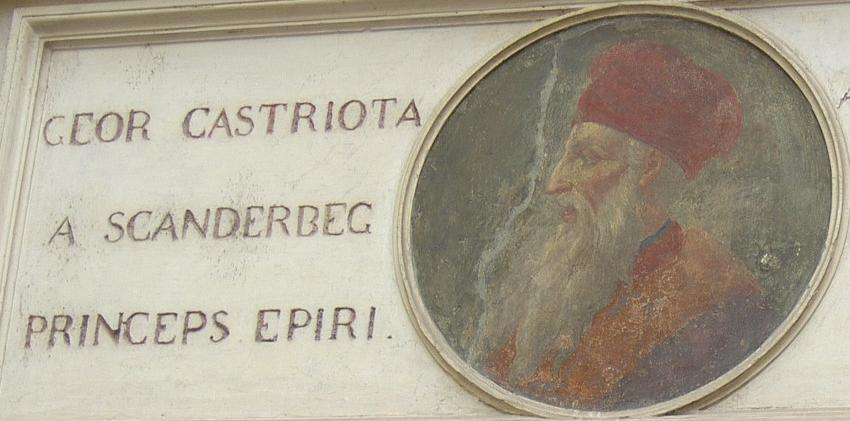
Il murale di Scanderbeg in Piazza Scanderbeg Roma, Italia
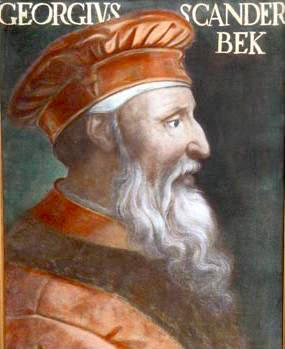
Ritratto di Scanderbeg conservato agli Uffizi, Firenze, Italia
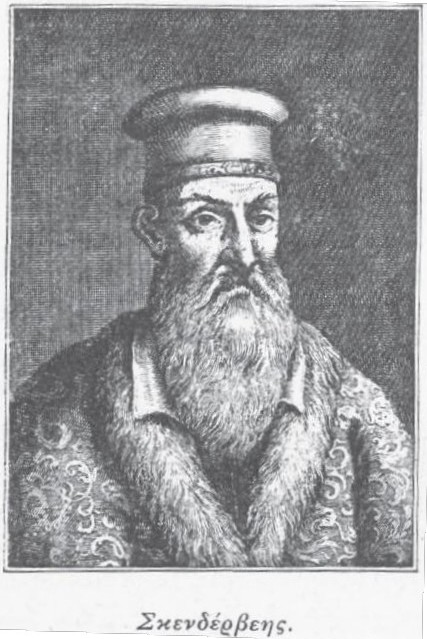
Ritratto di Scanderbeg, XVIII secolo
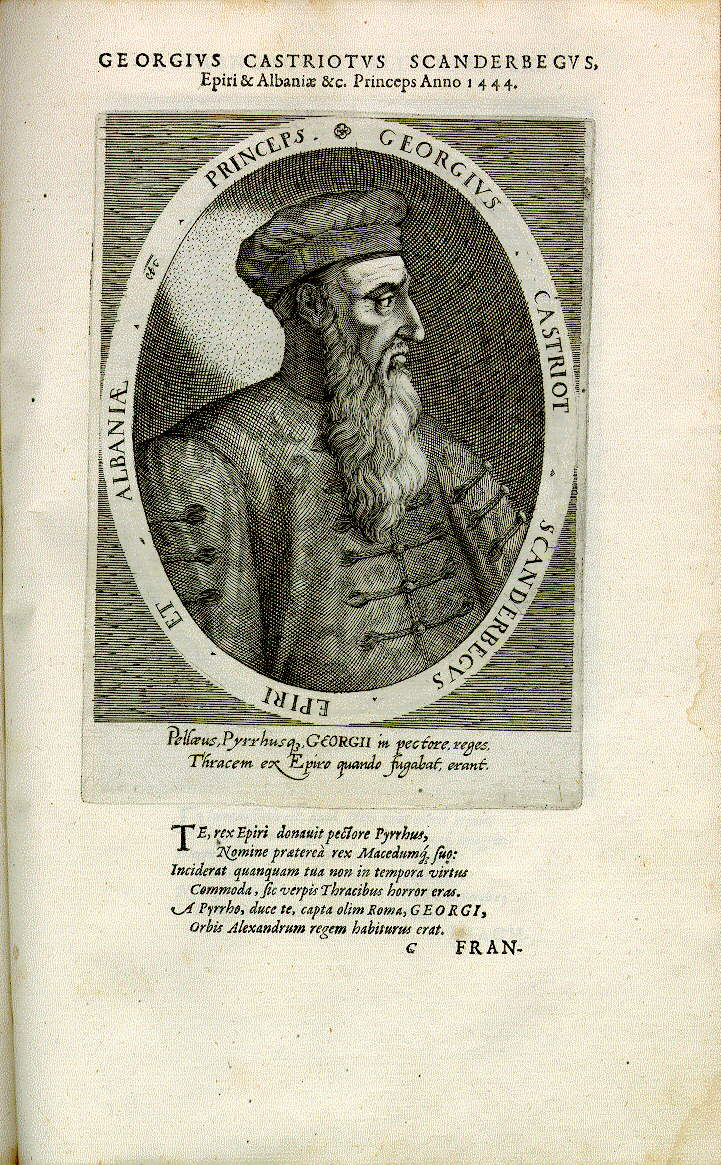
Incisione di Scanderbeg di Domenico Custode, XVI secolo
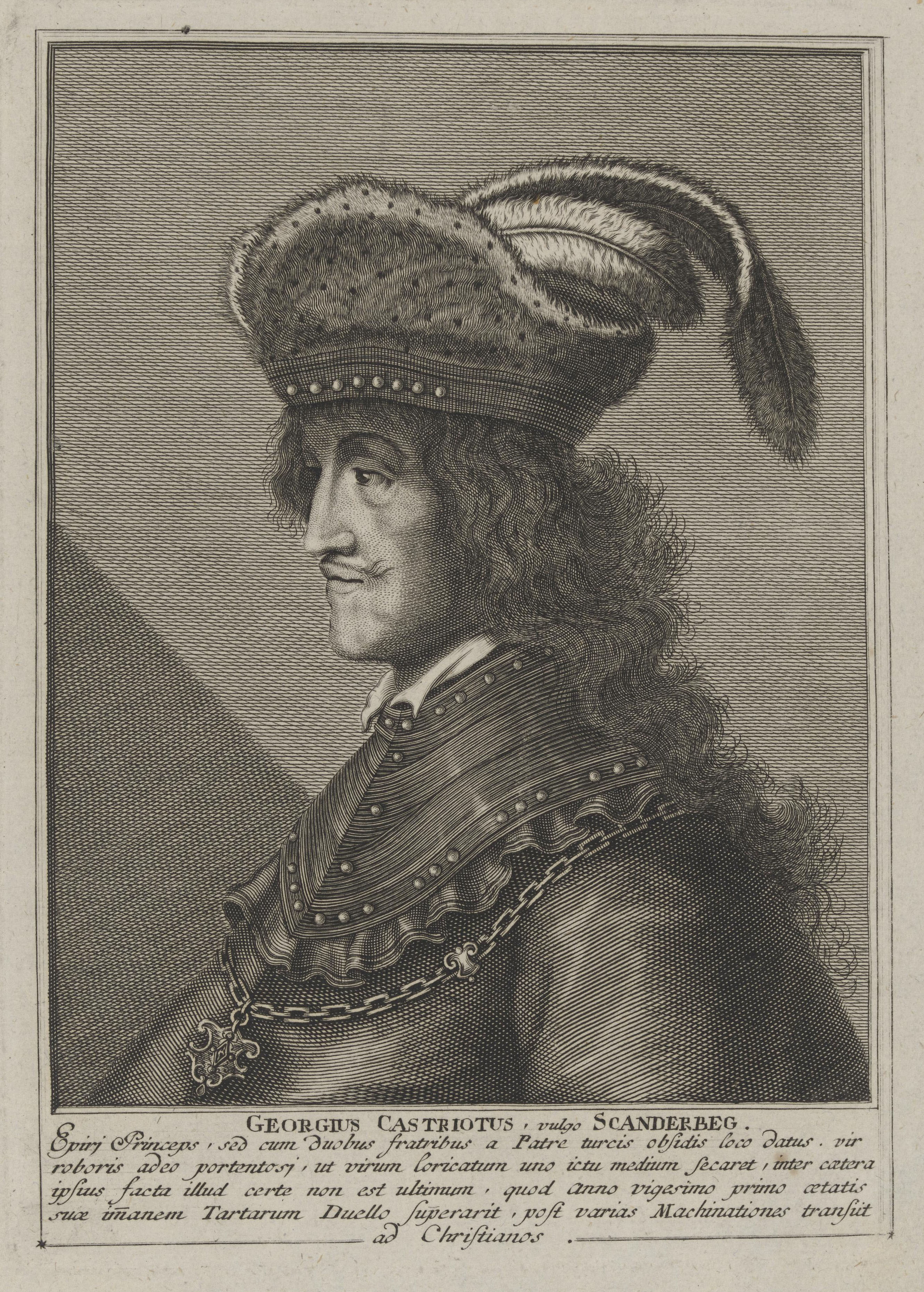
Ritratto di Scanderbeg, ca. 1648